# Claire Lavogez
Claire Lavogez (de son nom complet Claire Marie Annie Lavogez) est une footballeuse internationale française, née le 18 juin 1994 à Calais. Elle évolue au poste de milieu de terrain à la Real Sociedad, ainsi qu'en Équipe de France.

## Biographie

### Carrière en club

#### Dans le Nord-Pas-de-Calais (2009-2011)
Claire Lavogez a 16 ans quand elle commence sa carrière au niveau national à l'US Gravelines Foot, qui évolue alors en Division 2. Elle devient une titulaire indiscutable avant d'être rapidement recrutée par le club voisin, le FCF Hénin-Beaumont, qui dispute le Championnat de Division 1. La jeune Claire s'y impose également, ne disputant qu'un match avec l'équipe des moins de 19 ans (elle y inscrit un quadruplé), et dispute avec l'équipe première héninoise 17 matchs de D1 (16 comme titulaire) lors de la saison 2010-2011.

#### Montpellier Hérault SC (2011-2015)
Dès la saison suivante, c'est auréolée du statut de capitaine de l'Équipe de France des -17 ans qu'elle signe au Montpellier Hérault SC. Elle fait 10 matchs en Division 1 avec l'équipe première, fêtant sa première apparition avec un but, et participe à la finale du Challenge National des -19 ans Féminin qu'elle remporte avec l'équipe des -19 ans du Montpellier HSC.
Claire continue de s'installer progressivement dans l'équipe lors de la saison 2012-2013 où elle dispute 15 rencontres de Division 1 (dont 9 en tant que titulaire) et participe à nouveau à la victoire des Pailladines dans le Challenge national féminin U19, où les jeunes Montpelliéraines battent en finale l'Olympique lyonnais, 1 but à 0.
La saison 2013-2014 est pour le Montpellier HSC une année transition qui voit, à l'issue de la saison, la fin de carrière ou le départ de nombreuses joueuses emblématiques du club : Hoda Lattaf, Ludivine Diguelman, Josefine Öqvist, Ophélie Meilleroux ou encore Élodie Ramos. L'émergence de jeunes joueuses comme Claire Lavogez (20 matchs dont 14 comme titulaire), Sandie Toletti, ou Viviane Asseyi marque un rajeunissement dans l'effectif montpelliérain, très visible dès la saison suivante.

#### Olympique lyonnais et prêt à Fleury (2015 - 2018)
Courant avril 2015, elle annonce qu'elle évoluera dès la saison prochaine avec l'Olympique lyonnais. Le 6 juillet 2015, elle signe un contrat de 3 ans avec l'Olympique lyonnais. Dès sa première saison, elle inscrit 6 buts en 18 matchs et remporte le triplé championnat, coupe et coupe d'Europe avec son nouveau club.
Blessée en août 2017, elle ne parvient pas à gagner la confiance du nouvel entraineur Reynald Pedros. Le 4 janvier 2018, elle est prêtée à Fleury.

#### Girondins de Bordeaux (2018-2022)
Elle signe le 29 juin 2018 aux Girondins de Bordeaux. Elle y est en contrat jusqu'en 2022.
Au terme d'une saison 2020-2021, les Girondines finissent à la troisième place en D1 et se qualifient pour la première fois en Ligue des champions.
Le 3 juin 2022, elle annonce son départ des Girondins de Bordeaux qui connait une vague de départ à la suite de la relégation en Ligue 2 de l'équipe masculine.

#### Kansas City Current (2022-2024)
Claire Lavogez signe un contrat d'un an et demi dans le club de Kansas City Current qui évolue dans le championnat National Women's Soccer League pour la saison 2022-2023. Elle espère retrouver la sélection équipe de France sous la direction d'Hervé Renard
Real Sociedad (2024- )
Claire Lavogez signe un contrat d’une saison avec la Real Sociedad.

### Carrière internationale

#### En moins de 16 ans (2009-2010)
Claire Lavogez effectue six rencontres avec l'Équipe de France des moins de 16 ans, 4 de ces matchs ayant lieu lors de la "Nordic Cup" féminine de 2009, un tournoi amical pour les catégories jeunes qui a lieu en Suède et où la France se classe à une décevante 4e place. Claire y inscrit son premier but en "bleu" en marquant le premier but de la France lors du dernier match contre la Norvège (score final : 3-3). Elle côtoie déjà dans cette équipe des joueuses qu'elle retrouvera souvent par la suite dans les sélections nationales junior : Ève Périsset, Anaïs Arcambal, Charlotte Lorgeré... et même sa future partenaire au Montpellier HSC et Girondins de Bordeaux, Viviane Asseyi.

#### En moins de 17 ans (2009-2011)
Grâce à ses qualités de jeu, Claire se retrouve propulsée capitaine des bleuettes en 2010. Elle est même surnommée par ses partenaires, en raison de son aisance technique, Zizounette en référence à Zinédine Zidane.
Forte de son expérience acquise avec les moins de 16 ans et les rencontres qu'elle a déjà effectuées en 2009 avec les moins de 17 ans, elle mène l'équipe entraînée par Paco Rubio et composée de joueuses comme Kadidiatou Diani, Faustine Robert, Aïssatou Tounkara ou encore Léa Declercq dans un long parcours au Championnat d'Europe féminin des moins de 17 ans. Les bleuettes éliminent notamment l'Allemagne en demi-finale (Lavogez marque le 1er but égalisateur), mais leur aventure se termine abruptement, par une courte défaite dans le temps additionnel, en finale face à l'Équipe d'Espagne (1-0) . Cette performance est un prélude des futurs succès de cette génération, notamment dès l'année suivante, avec la victoire en Coupe du monde des moins de 17 ans en Azerbaïdjan. Claire, qui aura 18 ans au moment de la compétition, ne pourra cependant y accompagner ses partenaires.

#### En moins de 19 ans (2012-2013)
En 2012, elle participe en fin d'année à trois rencontres amicales avec la sélection des moins de 19 ans de Gilles Eyquem, mais ne retrouve ses partenaires victorieuses de la Coupe du monde 2012 des moins de 17 ans que l'année suivante : lors du tournoi amical de "La Manga", remporté par la France, qui sert de préparation aux Championnats d'Europe 2013 des moins de 19 ans.
Lors de ces Championnats d'Europe, Claire va participer aux 7 rencontres qui vont mener l'Équipe de France jusqu'à la victoire finale face à l'Angleterre (2-0), et marquera 4 buts pendant la compétition. Elle symbolise au côté de joueuses comme Sandie Toletti, Griedge Mbock ou Clarisse Le Bihan cette génération dorée du football féminin français que l'on retrouvera dès l'année suivante pour la dernière compétition de ce cycle, la Coupe du monde des moins de 20 ans.

#### En moins de 20 ans (2014)
Appelée par Gilles Eyquem pour la Coupe du monde des moins de 20 ans au Canada, Claire Lavogez est très en vue lors du tournoi : elle participe aux 6 rencontres de l'Équipe de France, inscrit 4 buts et glane le "Ballon de Bronze", qui récompense la troisième meilleure joueuse de la compétition. Éliminée cruellement en demi-finale par l'Allemagne, lors d'une rencontre dominée largement par les Françaises (22 tirs à 5), l'Équipe de France termine finalement sur la troisième marche du podium en écartant la Corée du Nord, 3 buts à 2 (dont 1 but de Claire Lavogez).

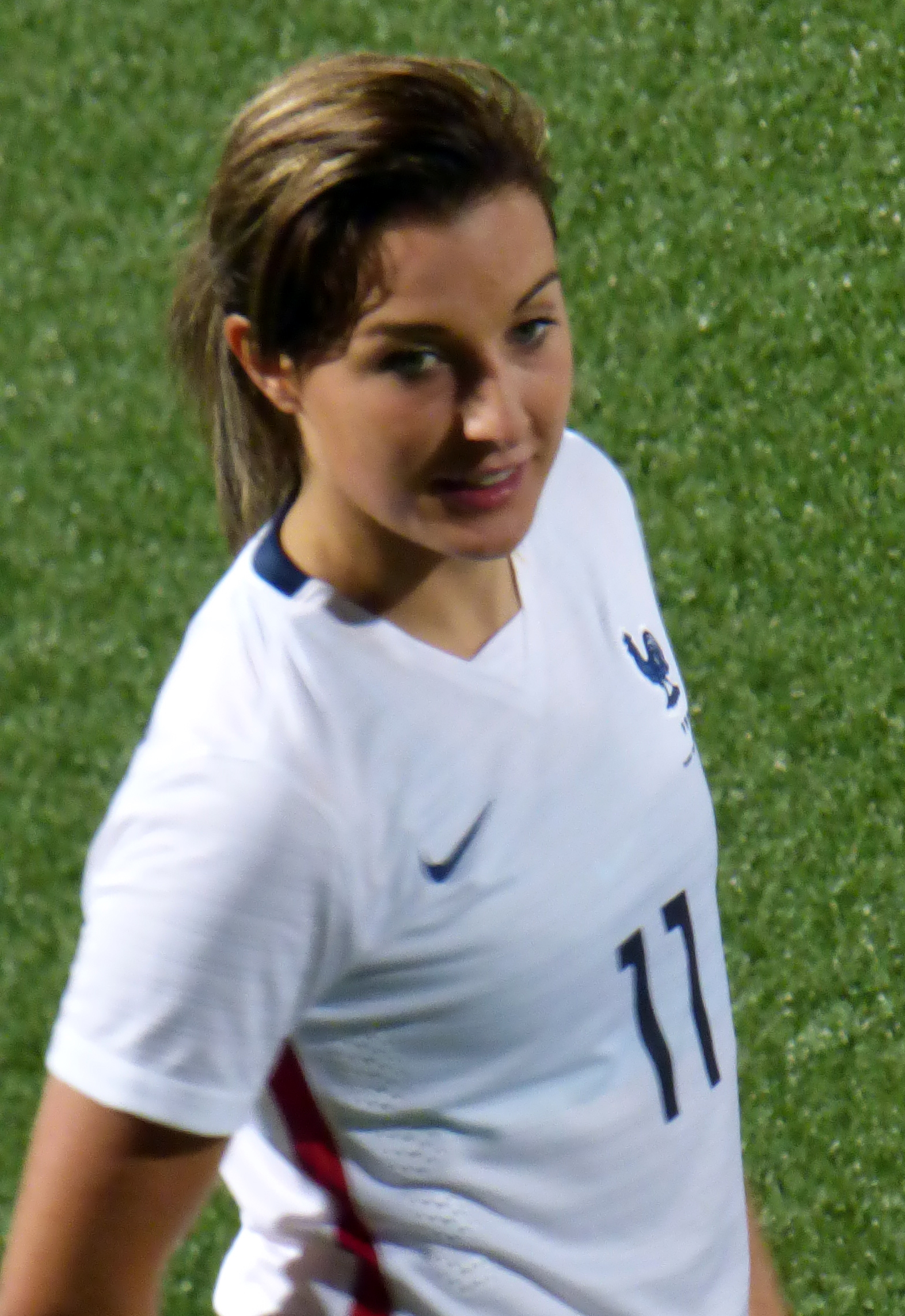
Claire Lavogez en équipe de France

#### En équipe de France A
À 20 ans, Claire est appelée pour la première fois par Philippe Bergeroo, sélectionneur de la France, lors du rassemblement pour préparer le match amical contre l'Allemagne à Offenbach le 25 octobre 2014. Elle obtient sa première cape en entrant en jeu à la 67' pour remplacer Élodie Thomis, lors d'un match historique qui voit la France remporter sa première victoire contre l'Allemagne sur son sol(0-2).
Le 6 mars 2015, elle marque son premier but en équipe de France contre le Danemark en Algarve Cup.
Le 26 juin 2015, durant le quart de finale de la Coupe du monde face à l'Allemagne, elle est la dernière joueuse française à tirer au but, alors que l'Allemagne avait réussi ses cinq tirs. La frappe de Lavogez est arrêté par la gardienne allemande Angerer et la France est éliminée.
Sa dernière sélection remonte au 1/4 finale perdu à l'euro 2017 contre l'Angleterre.

## Statistiques

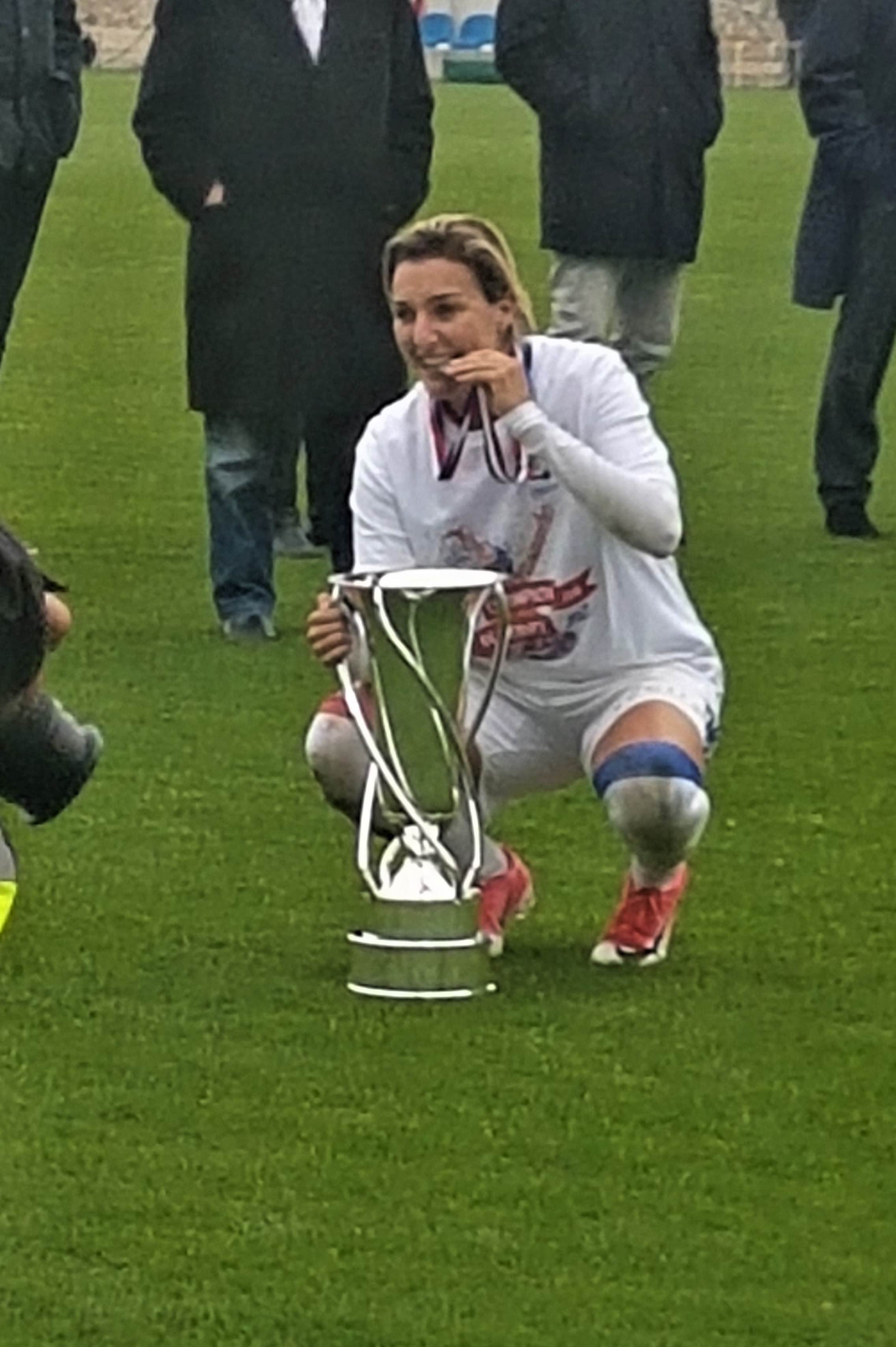
Claire Lavogez célébrant le titre national en mai 2017.

| Saison                | Club                   | Championnat           | Championnat | Championnat | Coupe(s) nationale(s) | Coupe(s) nationale(s) | Compétition(s) continentale(s) | Compétition(s) continentale(s) | Compétition(s) continentale(s) | France | France | Total | Total |
| Saison                | Club                   | Division              | M.          | B.          | M.                    | B.                    | Comp.                          | M.                             | B.                             | M.     | B.     | M.    | B.    |
| 2009-2010             | US Gravelines          | Division 2            | 14          | 5           | 3                     | 1                     | -                              | -                              | -                              | -      | -      | 17    | 6     |
| Sous-total            | Sous-total             | Sous-total            | 14          | 5           | 3                     | 1                     | -                              | -                              | -                              | -      | -      | 17    | 6     |
| 2010-2011             | FCF Hénin-Beaumont     | Division 1            | 17          | 3           | 1                     | 0                     | -                              | -                              | -                              | -      | -      | 18    | 3     |
| Sous-total            | Sous-total             | Sous-total            | 17          | 3           | 1                     | 0                     | -                              | -                              | -                              | -      | -      | 18    | 3     |
| 2011-2012             | Montpellier HSC        | Division 1            | 10          | 3           | 2                     | 0                     | -                              | -                              | -                              | -      | -      | 12    | 3     |
| 2012-2013             | Montpellier HSC        | Division 1            | 12          | 2           | 3                     | 1                     | -                              | -                              | -                              | -      | -      | 15    | 3     |
| 2013-2014             | Montpellier HSC        | Division 1            | 19          | 2           | 1                     | 0                     | -                              | -                              | -                              | -      | -      | 20    | 2     |
| 2014-2015             | Montpellier HSC        | Division 1            | 19          | 8           | 5                     | 1                     | -                              | -                              | -                              | 13     | 1      | 37    | 10    |
| Sous-total            | Sous-total             | Sous-total            | 60          | 15          | 11                    | 2                     | -                              | -                              | -                              | 13     | 1      | 84    | 18    |
| 2015-2016             | Olympique lyonnais     | Division 1            | 11          | 2           | 3                     | 4                     | WCL                            | 4                              | 0                              | 5      | 0      | 23    | 6     |
| 2016-2017             | Olympique lyonnais     | Division 1            | 15          | 8           | 4                     | 5                     | WCL                            | 5                              | 3                              | 13     | 2      | 37    | 18    |
| 2017-2018             | Olympique lyonnais     | Division 1            | -           | -           | -                     | -                     | WCL                            | -                              | -                              | 4      | 0      | 4     | 0     |
| Sous-total            | Sous-total             | Sous-total            | 26          | 10          | 7                     | 9                     | -                              | 9                              | 3                              | 22     | 2      | 64    | 24    |
| 2018                  | FC Fleury 91 (prêt)    | Division 1            | 11          | 4           | 1                     | 0                     | -                              | -                              | -                              | -      | -      | 12    | 4     |
| Sous-total            | Sous-total             | Sous-total            | 11          | 4           | 1                     | 0                     | -                              | -                              | -                              | -      | -      | 12    | 4     |
| 2018-2019             | Girondins de Bordeaux  | Division 1            | 21          | 3           | -                     | -                     | -                              | -                              | -                              | -      | -      | 21    | 3     |
| 2019-2020             | Girondins de Bordeaux  | Division 1            | 12          | 3           | 3                     | 0                     | -                              | -                              | -                              | -      | -      | 15    | 3     |
| 2020-2021             | Girondins de Bordeaux  | Division 1            | 16          | 5           | -                     | -                     | -                              | -                              | -                              | -      | -      | 16    | 5     |
| 2021-2022             | Girondins de Bordeaux  | Division 1            | 19          | 4           | -                     | -                     | WCL                            | 4                              | 0                              | -      | -      | 23    | 4     |
| Sous-total            | Sous-total             | Sous-total            | 68          | 15          | 3                     | 0                     | -                              | 4                              | 0                              | -      | -      | 75    | 15    |
| 2022                  | Current de Kansas City | NWSL                  | 7           | 3           | -                     | -                     | -                              | -                              | -                              | -      | -      | 7     | 3     |
| Total sur la carrière | Total sur la carrière  | Total sur la carrière | 203         | 53          | 26                    | 12                    | -                              | 13                             | 3                              | 35     | 3      | 277   | 71    |

## Palmarès

### En club
- Vainqueur de la Ligue des Champions en 2016 et 2017 avec l'Olympique lyonnais
- Championne de France en 2016 et 2017 avec l'Olympique lyonnais
- Vainqueur de la Coupe de France en 2016 et 2017 avec l'Olympique lyonnais
- Finaliste de la Coupe de France en 2012 avec Montpellier HSC
- Finaliste Play-Offs de la NWSL en 2022 avec Kansas City Current

### EnÉquipe de France
- 35 sélections et 3 buts depuis 2014
- Championne d'Europe des moins de 19 ans en 2013 avec les moins de 19 ans
- Vice-championne d'Europe des moins de 17 ans en 2011 avec les moins de 17 ans
- 3e de la Coupe du Monde des moins de 20 ans en 2014 avec les moins de 20 ans
- Participation à la Coupe du Monde en 2015 (1/4 de finaliste)

### Distinctions individuelles
- Ballon de bronze Adidas de la Coupe du Monde des moins de 20 ans en 2014
- Le 04 juin 2022, Claire participe au match de Gala Variété C.F au profit de l'association "La Chance aux enfants" qui oppose le Variété C.F face aux anciens du RC Lens [12]